# محسن خلف
محسن خلف؛ من مواليد 1965، لاعب كرة سلة سعودي يعد أحد أبرز لاعبي كرة السلة السعوديين، ولعب طوال مشواره في نادي أحد.
دخل موسوعة غينيس للأرقام القياسية كأكبر لاعب كرة سلة في العالم بعمر 51 عاما و 335 يوما واعتزل في عام 2015 بعد أن قاد فريق أحد لتحقيق بطولة الدوري السعودي الممتاز لكرة السلة بعد مشوار امتد لأكثر من 36 عاما.

## وصلات خارجية
- لقاء بعد تسجيل الكابتن محسن خلف في غينيس للأرقام القياسية